# Mesake Doge
Mesake Doge (Fiyi, 4 de enero de 1993) es un jugador profesional fiyiano de rugby que se desempeña en la posición de pilar derecho en Fijian Drua, equipo perteneciente a la liga Súper Rugby.

## Carrera
En 2017, Doge se unió al equipo SCM Rugby Timișoara (2017-2019), después pasó a Club Athlétique Brive-Corrèze (2019-2021), luego a Dragons RFC (2021-2022), posteriormente a Fijian Drua, donde lleva jugando dos temporadas. También es parte de la Selección de rugby de Fiyi.